# Pasquale Battistessa
Pasquale Battistessa (Centurano, 1769 – Ischia, 23 luglio 1799) è stato un militare italiano.

## Biografia
Di famiglia signorile, figlio di Giuseppe e di Anna Chiara della Rocca, Pasquale Battistessa, nacque verso il 1769 a Centurano. Servì prima nel battaglione di marina dei Liparoti, e fu in seguito ufficiale di artiglieria. Dopo l'occupazione francese aderì con entusiasmo al governo collaborazionista napoletano e fu nominato commissario del dipartimento del Cilento. Denunciò alle autorità occupanti gli ufficiali lealisti Gerardo e Gennaro Baccher, che furono arrestati, processati da una commissione rivoluzionaria e condannati a morte come cospiratori.
Al crollo del governo rivoluzionario, Battistessa cercò inutilmente di fuggire dal regno al seguito delle forze francesi. Assediato dalle forze sanfediste a Roccadaspide, fu fatto prigioniero il 12 aprile 1799 e detenuto per 40 giorni nella torre di Agnone. In seguito, fu trasportato nel Castello Aragonese di Ischia, sotto la guardia del capitano Domenico Antonio Mazzarella di San Mauro.
Il 19 luglio del 1799, Battistessa fu condannato, insieme ad altri insorti, dal membro della Giunta di stato Vincenzo Speciale, per aver partecipato ai moti della Repubblica Napoletana. Dopo l'esecuzione i cadaveri furono portati in una delle stanze adiacenti alla chiesa di san Pietro. Battistessa, che era creduto morto, si riebbe e si trascinò sui gradini dell'altare maggiore, ma su ordine fu sgozzato per ordine di Speciale. Le sue ceneri riposano ora nella fossa della chiesa.
Battistessa ha un ruolo di rilievo nel giovanile poema manzoniano Il Trionfo della Libertà.